# Le Monde de Narnia (série de films)
 Pour plus de détails, voir Fiche technique et Distribution
Le Monde de Narnia ou Les Chroniques de Narnia au Québec (The Chronicles of Narnia) est une série de films américains, inspirée par la série de romans Le Monde de Narnia (1950-1956) de l'écrivain C. S. Lewis.
Cette saga est composée de trois opus :
- 2005 : Le Monde de Narnia : Le Lion, la Sorcière blanche et l'Armoire magique
- 2008 : Le Monde de Narnia : Le Prince Caspian
- 2010 : Le Monde de Narnia : L'Odyssée du Passeur d'Aurore

## Fiche technique
|                               | Films                                                                         | Films                                         | Films                                                     |
| Titre français                | Le Monde de Narnia : Le Lion, la Sorcière blanche et l'Armoire magique (2005) | Le Monde de Narnia : Le Prince Caspian (2008) | Le Monde de Narnia : L'Odyssée du Passeur d'Aurore (2010) |
| ----------------------------- | ----------------------------------------------------------------------------- | --------------------------------------------- | --------------------------------------------------------- |
| Titre québécois               | Les Chroniques de Narnia : L'Armoire magique                                  | Les Chroniques de Narnia : Le Prince Caspian  | Les Chroniques de Narnia : L'Odyssée du Passeur d'Aurore  |
| Titre original                | The Chronicles of Narnia: The Lion, the Witch and the Wardrobe                | The Chronicles of Narnia: Prince Caspian      | The Chronicles of Narnia: The Voyage of the Dawn Treader  |
| Réalisateurs                  | Andrew Adamson                                                                | Andrew Adamson                                | Michael Apted                                             |
| Scénaristes                   | Andrew Adamson                                                                | Andrew Adamson                                |                                                           |
| Scénaristes                   | Christopher Markus                                                            |                                               |                                                           |
| Scénaristes                   | Stephen McFeely                                                               |                                               |                                                           |
| Scénaristes                   | Ann Peacock                                                                   |                                               | Michael Petroni                                           |
| Producteurs                   | Mark Johnson                                                                  | Mark Johnson                                  | Mark Johnson                                              |
| Producteurs                   | Andrew Adamson                                                                |                                               |                                                           |
| Producteurs                   | Douglas Gresham                                                               |                                               |                                                           |
| Compositeurs                  | Harry Gregson-Williams                                                        | Harry Gregson-Williams                        | Harry Gregson-Williams                                    |
| Compositeurs                  |                                                                               | David Arnold                                  |                                                           |
| Directeurs de la photographie | Donald McAlpine                                                               | Walter Lindenlaub Karl                        | Dante Spinotti                                            |
| Monteurs                      | Sim Evan-Jones                                                                | Sim Evan-Jones                                | Rick Shaine                                               |
| Monteurs                      | Jim May                                                                       |                                               |                                                           |
| Budget                        | 180 000 000 $                                                                 | 225 000 000 $                                 | 155 000 000 $                                             |
| Box-office                    | 745 011 272 $                                                                 | 419 651 413 $                                 | 415 686 217 $                                             |
| Durée                         | 143 minutes                                                                   | 150 minutes                                   | 112 minutes                                               |
| Dates de sortie États-Unis    | 9 décembre 2005                                                               | 16 mai 2008                                   | 10 décembre 2010                                          |
| Dates de sortie France        | 21 décembre 2005                                                              | 25 juin 2008                                  | 8 décembre 2010                                           |
| Genre                         | fantasy, aventure                                                             | fantasy, aventure                             | fantasy, aventure                                         |
| Distribution                  | Walt Disney Pictures                                                          | Walt Disney Pictures                          | 20th Century Fox                                          |
| Distribution                  | Walden Media                                                                  |                                               |                                                           |

## Distribution et personnages
|                                                                               | Films                                         | Films                                                     | Films              |
| Le Monde de Narnia : Le Lion, la Sorcière blanche et l'Armoire magique (2005) | Le Monde de Narnia : Le Prince Caspian (2008) | Le Monde de Narnia : L'Odyssée du Passeur d'Aurore (2010) |                    |
| ----------------------------------------------------------------------------- | --------------------------------------------- | --------------------------------------------------------- | ------------------ |
| Aslan                                                                         | Liam Neeson (voix)                            | Liam Neeson (voix)                                        | Liam Neeson (voix) |
| Peter Pevensie                                                                | William Moseley                               | William Moseley                                           | William Moseley    |
| Peter Pevensie                                                                | Noah Huntley (adulte)                         |                                                           |                    |
| Edmund Pevensie                                                               | Skandar Keynes                                | Skandar Keynes                                            | Skandar Keynes     |
| Edmund Pevensie                                                               | Mark Wells (adulte)                           |                                                           |                    |
| Lucy Pevensie                                                                 | Georgie Henley                                | Georgie Henley                                            | Georgie Henley     |
| Lucy Pevensie                                                                 | Rachael Henley (adulte)                       |                                                           |                    |
| Susan Pevensie                                                                | Anna Popplewell                               | Anna Popplewell                                           | Anna Popplewell    |
| Susan Pevensie                                                                | Sophie Winkleman (adulte)                     |                                                           |                    |
| Jadis, la Sorcière Blanche                                                    | Tilda Swinton                                 | Tilda Swinton                                             | Tilda Swinton      |
| Caspian X                                                                     |                                               | Ben Barnes                                                | Ben Barnes         |
| Trompillon                                                                    |                                               | Peter Dinklage                                            |                    |
| Ripitchip                                                                     |                                               | Eddie Izzard (voix)                                       | Simon Pegg (voix)  |
| Eustache Scrubb                                                               |                                               |                                                           | Will Poulter       |
| Lilliandil                                                                    |                                               |                                                           | Laura Brent        |
| Digory Kirke                                                                  | Jim Broadbent                                 |                                                           |                    |
| Miraz                                                                         |                                               | Sergio Castellitto                                        |                    |